# 防暴盾

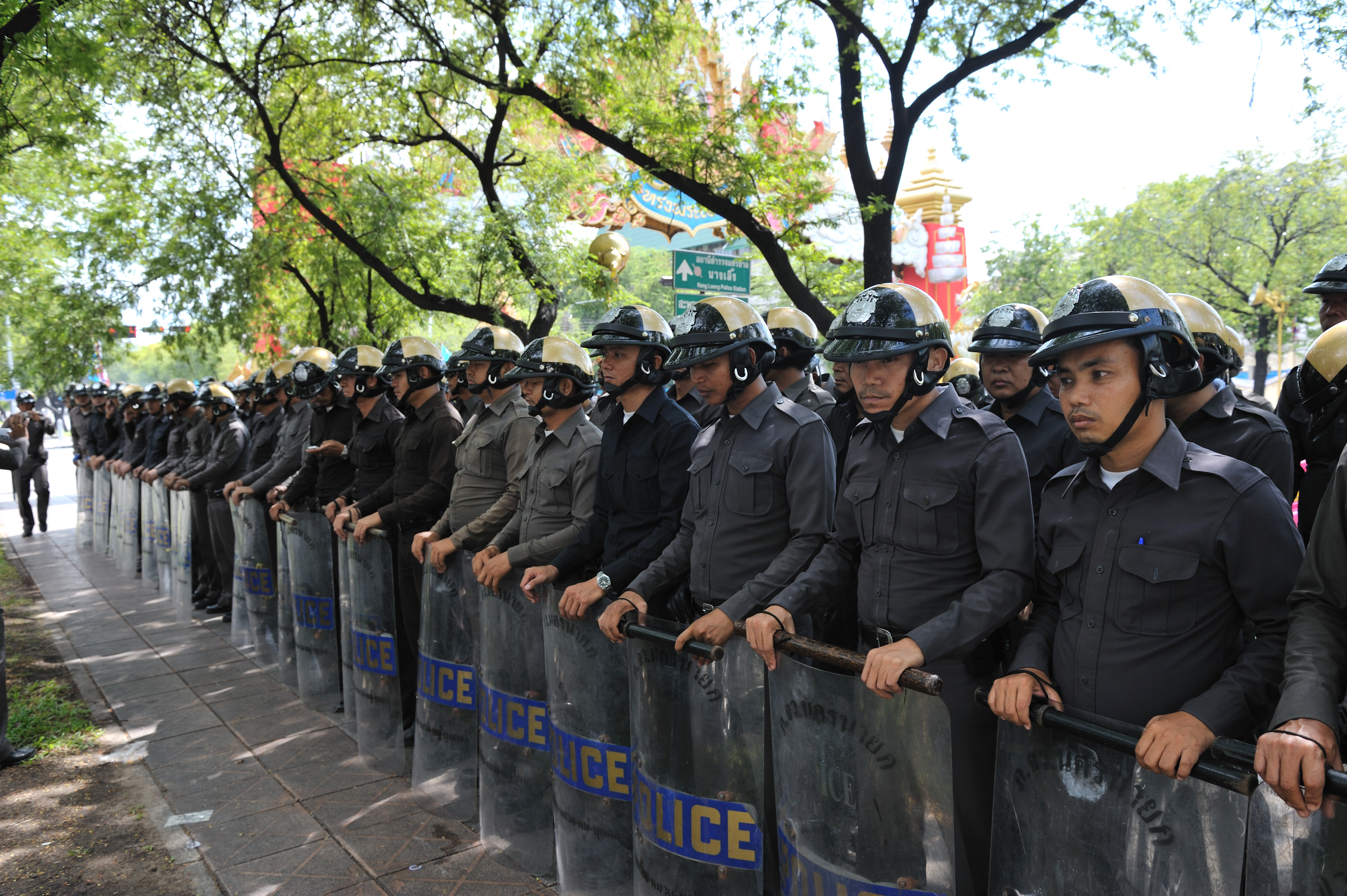
大约有200位泰国的防暴警察配防暴盾

防暴盾是用作防暴的盾，通常以金屬或合成物料製成，如Leaxn或Mylar等，多為防暴部隊所配備。防暴盾一般用作防護由體積較大，及射程速度較慢的彈類武器，例如石頭和玻璃瓶等等，以至由拳頭、棍及棒等所做成的衝擊及傷害。防暴盾普遍用於抵擋榴彈碎片、抛射物、汽油彈及於肉搏戰中提供保護。另外，由合成物料製成的防暴盾通常為透明，允許整塊盾被使用的同時人員的視線不被阻擋。金屬製防暴盾常擁有一小窗口於眼的水平線上，以提供上述這種功能。

## 历史
英格兰和威尔士警察联合会在1976年诺丁山狂欢节骚乱后开始游说引入防暴盾，在这次骚乱中，许多警察被投掷的石头、砖块和瓶子砸伤。当时防暴盾在北爱尔兰和欧洲已经很普遍了；英国部队在1950年的塞浦路斯紧急事件中装备了防暴盾，法国警察在1968年5月的骚乱中使用了防暴盾，而英国部队至少从1969年开始就在北爱尔兰使用防暴盾。防暴盾在英国首次使用是在1977年的莱维瑟姆战役中。虽然大多数警察局将其设定为被动进攻和防御性的物品，但《新科学家》报道说：“ 「莱维瑟姆」盾牌的生产是只能被描述为极富侵略性的行动的一部分。”许多抗议者被故意用盾牌击打。一位警方发言人说：“一个感到受到威胁的警察会用他手中的任何东西进行攻击｡“ 并补充说：“我不明白你怎么能阻止他们用防暴盾打人”。
在1960和1970年爱尔兰共和国的骚乱中，人们注意到防暴盾的缺乏。当防暴盾可用时，应对库拉格抗议活动的军队人员选择使用刺刀来控制人群。当Lifford的一场暴乱导致爱尔兰警察9人受伤时，据报道，防暴盾没有到位。在莫纳汉发生的一场暴乱中，44名军队人员只带了5个防暴盾。为了应对这种短缺，1972年柏林制造了200个防暴盾牌。

## 使用与用途
是否使用防暴盾将取决于指挥员在打击抗议者时对武力的选择。建议配备防暴盾的安全部队同时用非致命性武器、监督和后备力量。防暴盾主要是作为一种防御性武器而设计的，尽管在与抗议者直接接触时也可以以进攻的方式使用。它们被设计成贴在非主导手臂上，并以略微向内的角度握住，以使投掷的物品偏向地面。当抗议者直接接触防暴盾时，他们通常会试图抓住他们。如果抗议者试图抓住防暴盾的顶部，安全部队就会被指示用手来打击他们。如果抗议者试图抓住盾的底部，他们会被强制单膝跪地，用力将盾撞向地面，从而夹住抗议者的手指或手。防暴盾经常与警棍结合使用。
防暴盾已被证明是驱赶抗议者和防止他们冲破警察防线的有效方法。全国矿工联盟的一位官员说：“在1972年英国矿工罢工中，当警察没有盾，主要依靠楔形阵型时，要突破警察的防线非常困难，但到了1984年的罢工，就完全不可能了，因为那时警察已经放弃了楔形阵型，而是采用防暴盾牌和警棍的组合。”官方的结论是，手无寸铁的抗议者在有防暴盾的警察面前没有任何机会。 防暴盾牌和警棍的组合被认为足以处理所有的问题，除了最极端的暴乱。如果这种组合被认为不够，警察可能会升级到使用其他方法，如水炮、CS催泪性毒气和橡皮子弹。
防暴盾可以与非致命性武器 如：CS催泪性毒气结合使用，这种方法被称为击倒技术。在这种方法中，携带投射性武器的官员将从后面接近持盾者并轻拍其肩膀。作为回应，持盾者将单膝跪地，同时将防暴盾固定在前面。拿着投射武器的警官将用膝盖靠在持盾者的背上，将武器的枪管伸到盾牌上并开火。这种方法可以最大限度地保护射击者和持盾者。"撤退小组"也利用盾来发挥其优势。撤离小组一般由后备部队组成，作用是撤离处于危险中的人员或抓捕个别抗议者。该小组可以从盾牌墙后面的任何一点部署。根据指示，前线的两名官员将分别向后和向左和向右退一步，留出一个临时缺口，几名官员将从那里离开；在最后一名官员通过后，缺口将被关闭。将确定一个目标，由一名警官控制目标，另一名警官给他们戴上手铐，这将是事先指定的目标。其他警官将提供掩护。一旦抗议者被控制住，防护墙将暂时打开，以允许抗议者被拖过。建议撤离小组在距离防护墙不超过10米的地方冒险。
虽然防暴盾本身提供了一种有效的保护形式，但其使用可能会鼓励人们向持有者投掷品。英国的一位总警司说：“虽然抗议者一般不愿意攻击警察，但如果警察有防暴盾，这种反抗意识似乎就会消失。据观察，在警察拿来盾牌之前，抗议者可能不会投掷物品，有些人还会故意向盾投掷物品，事实证明他们实际上并不想伤害警察。”

## 设计和类型
防暴盾通常由厚度在4-6毫米的透明聚碳酸酯制成。 一些用于对抗暴乱者的盾提供了一种弹道保护，可以抵御手枪或猎枪发射的低速弹药。然而，防弹盾是在预计有全副武装的抵抗的情况下使用的。
盾通常是圆形或长方形的，长度在91-122厘米之间，宽度不等。大多数防暴盾，如果使用得当，可以保护使用者从头顶到膝盖。盾通常略呈圆柱形，有金属或强化塑料制成的把手，用胶水或用贴在上面。手柄的设计使持盾者可以用拳头握住它们，盾通常在前臂靠在上面的地方有额外的保护，并用魔术贴固定前臂。盾可能有一个存放警棍或非致命武器的隔间，有些可能被设计成与两侧的盾互锁，以便形成一个更有效的盾墙。使用的盾类型会有所不同，这取决于任务的情况和目标，也取决于部门的预算。
凹面盾被设计用来压制和铐住骚乱者或囚犯，也有设计用来向盾接触的人提供非致命电击的电盾。这些盾在1989年开始制造，在聚碳酸酯的外面有金属条。通过持有者所持一侧的按钮，通过这些条带进行电击。电击盾牌已造成数人死亡。 2011年，雷神公司申请了一项声学防暴盾专利，该盾牌发出 "低频声音，与呼吸道产生共振，使人难以呼吸"。
抗议者也可以部署自己的简易防暴盾，用木头、刨花板或废金属等材料制成。

## 參看
- 防彈盾

- 盾